# مونرو، نیوجرسی
مونرو (به انگلیسی: Monroe) شهری در ایالت نیوجرسی کشور ایالات متحده آمریکا است که جمعیت آن در سرشماری سال ۲۰۱۰ میلادی، ۳۹٬۱۳۲ نفر بوده‌است.